# Посольство Канады в Германии
Посольство Канады в Германии — официальная дипломатическая миссия Канады в Германии. Расположено в центре Берлина на Лейпцигской площади, 17.
До Второй мировой войны Канада не открывала своего посольства на территории Германии. После раздела Германии на ФРГ и ГДР посольство Канады открылось в Бонне и закрылось в 1999 году. Канадское посольство в Берлине открылось после переезда бундестага и бундесрата Германии из Бонна в Берлин. Первое время в отсутствие подходящих помещений оно временно разместилось в Международном торговом центре недалеко от вокзала Фридрихштрассе.
Торжественное открытие нового дипломатического представительства Канады состоялось в апреле 2005 года. В отличие от многих других дипмиссий, в посольстве Канады есть помещения, доступные для публики, в частности, мультимедийный зал, в котором посетителям предлагается ознакомиться с историей, экономикой и культурой страны. Через здание посольства Канады также проходит пешеходный «Северо-западный пассаж», соединяющий Лейпцигскую площадь с Эбертштрассе. Визовый отдел посольства Канады закрылся в апреле 2012 года и переведён в Вену.